# 24 uur van Le Mans 1934

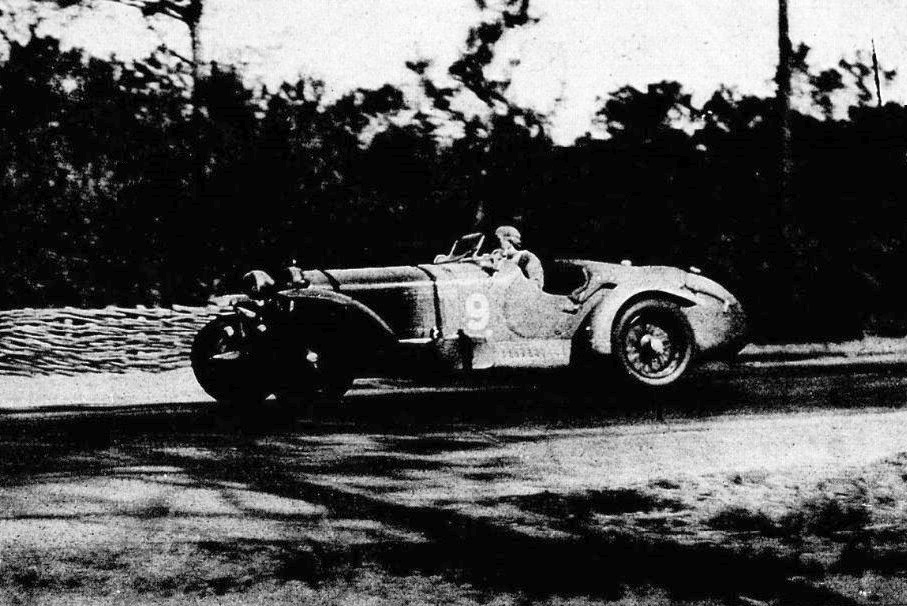
De winnende auto: de Alfa Romeo 8C-172300 MM-LM #9.

De 24 uur van Le Mans 1934 was de 12e editie van deze endurancerace. De race werd verreden op 16 en 17 juni 1934 op het Circuit de la Sarthe nabij Le Mans, Frankrijk.
De race werd gewonnen door de Luigi Chinetti #9 van Luigi Chinetti en Philippe Étancelin. Chinetti behaalde zijn tweede Le Mans-overwinning, terwijl het voor Étancelin zijn enige zege was. De 1.5-klasse werd gewonnen door de Riley (Coventry Ltd) #27 van Jean Sébilleau en Georges Delaroche. De 3.0-klasse werd gewonnen door de Norbert-Jean Mahé #4 van Norbert-Jean Mahé en Jean Desvignes. De 1.0-klasse werd gewonnen door de Singer Motors Ltd #15 van Norman Black en Roddy Baker.

## Race
Winnaars in hun klasse zijn vetgedrukt. De Gordon Hendy #49 en de Aston Martin Ltd #21 werden gediskwalificeerd omdat deze te veel achterstand hadden opgelopen. De #15 V. Bayard werd gediskwalificeerd omdat deze hulp van buitenaf kreeg.
| Pos. | Klasse | No. | Team                                    | Coureurs                                 | Chassis                            | Motor                           | Banden | Ronden |
| ---- | ------ | --- | --------------------------------------- | ---------------------------------------- | ---------------------------------- | ------------------------------- | ------ | ------ |
| 1    | >3.0   | 9   | Luigi Chinetti                          | Luigi Chinetti Philippe Étancelin        | Alfa Romeo 8C-2300 MM-LM           | Alfa Romeo 2.3L S8 supercharged | E      | 213    |
| 2    | 1.5    | 27  | Riley (Coventry Ltd)                    | Jean Sébilleau Georges Delaroche         | Riley 12/6 MPH Racing              | Riley 1458cc S6                 | D      | 200    |
| 3    | 1.5    | 28  | Riley (Coventry Ltd)                    | Freddie Dixon Cyril Paul                 | Riley 12/6 MPH Racing              | Riley 1458cc S6                 | D      | 199    |
| 4    | 1.5    | 34  | Roy Eccles                              | Roy Eccles Charlie Martin                | MG K3 Magnette                     | MG 1087cc S6                    | D      | 197    |
| 5    | 1.5    | 36  | Riley (Coventry Ltd)                    | Kenneth Peacock Alex van der Becke       | Riley Nine Brooklands              | Riley 1087cc S4                 | D      | 195    |
| 6    | 1.5    | 37  | Riley (Coventry Ltd)                    | Sammy Newsome Edgar Maclure              | Riley Nine Imp                     | Riley 1087cc S4                 | D      | 195    |
| 7    | 1.5    | 26  | Arthur W. Fox                           | Brian Lewis John Stuart Hindmarsh        | Singer Nine Le Mans 1½ Litre       | Singer 1493cc S4                | D      | 195    |
| 8    | 1.5    | 25  | F. Stanley Barnes                       | F. Stanley Barnes Alf Langley            | Singer Nine Le Mans 1½ Litre       | Singer 1493cc S4                | D      | 192    |
| 9    | 3.0    | 4   | Norbert-Jean Mahé                       | Norbert-Jean Mahé Jean Desvignes         | Bugatti Type 44                    | Bugatti 3.0L S8                 | E      | 191    |
| 10   | 1.5    | 20  | A. Vincent                              | Reggie Tongue Maurice Faulkner           | Aston Martin 1½ Le Mans            | Aston Martin 1496cc S4          | D      | 188    |
| 11   | 1.5    | 24  | John Cecil Noël                         | John Cecil Noël Jen Wheeler              | Aston Martin 1½ Le Mans            | Aston Martin 1496cc S4          | D      | 180    |
| 12   | 1.5    | 39  | Jean Trévoux                            | Jean Trévoux René Carrière               | Riley Nine Imp                     | Riley 1087cc S4                 | D      | 174    |
| 13   | 1.5    | 38  | Miss Dorothy Champney                   | Dorothy Champney Kay Petre               | Riley Nine Imp                     | Riley 1087cc S4                 | D      | 172    |
| 14   | 1.5    | 32  | Équipe de l'Ours/Jean de Gavardie       | Jean de Gavardie Arthur Duray            | Amilcar C6 Spéciale Martin         | Amilcar 1092cc S6               | D      | 168    |
| 15   | 1.0    | 48  | Singer Motors Ltd                       | Norman Black Roddy Baker                 | Singer Nine Le Mans                | Singer 973cc S4                 | D      | 163    |
| 16   | 1.5    | 40  | Lord de Clifford                        | Edward Russell Charles Brackenbury       | Lagonda Rapier De Clifford Special | Lagonda 1080cc S4               | D      | 163    |
| 17   | 1.0    | 52  | Mme Anne-Cécile Rose-Itier              | Anne-Cécile Rose-Itier Charles Duruy     | MG PA Midget                       | MG 844cc S4                     | D      | 162    |
| 18   | 1.0    | 47  | Singer Motors Ltd                       | Tommy Wisdom Donald Barnes               | Singer Nine Le Mans                | Singer 973cc S4                 | D      | 161    |
| 19   | 1.0    | 44  | SA des Automobiles Tracta               | Félix Quinault David Marchand            | Tracta Type A                      | SCAP 996cc S4                   | D      | 158    |
| 20   | 1.5    | 42  | Équipe de l'Ours/Charles-Auguste Martin | Charles-Auguste Martin Fernand Pousse    | Amilcar C6/4 Spéciale Martin       | Amilcar 1075cc S4               | D      | 155    |
| 21   | 1.0    | 45  | Alin Fréres                             | Adrien Alin Albert Alin                  | BNC Type 527 Sport                 | Ruby 992cc S4                   | D      | 150    |
| 22   | 1.0    | 31  | Équipe de l'Ours/Camille Poiré          | Camille Poiré Gaston Robail              | Amilcar C6/4 Spéciale Martin       | Amilcar 998cc S4                | D      | 148    |
| 23   | 1.0    | 50  | R.P. Gardner                            | A. T. Goldie Gardner Alfred Beloë        | Singer Nine Le Mans                | Singer 973cc S4                 | D      | 143    |
| DNF  | 1.5    | 23  | Aston Martin Ltd                        | Mortimer Morris-Goodall Jim Elwes        | Aston Martin 1½ Le Mans            | Aston Martin 1494cc S4          | D      | 155    |
| DNF  | 1.5    | 22  | Aston Martin Ltd                        | Thomas Fotheringham-Parker John Appleton | Aston Martin 1½ Le Mans            | Aston Martin 1494cc S4          | D      | 141    |
| DNF  | >3.0   | 3   | Just-Émile Vernet                       | Just-Émile Vernet Daniel Porthault       | Lorraine-Dietrich B3-6 Le Mans     | Lorraine-Dietrich 3.5L S6       | D      | 133    |
| DNF  | 1.0    | 54  | Charles Metchim                         | Charles Metchim Cecil Masters            | Austin 7 Ulster                    | Austin 749cc S4                 | D      | 95     |
| DNF  | 2.0    | 29  | Auguste Bodoignet                       | Auguste Bodoignet Fernand Vallon         | Bugatti Type 37A Spéciale          | Ruby 1351cc S4 supercharged     | D      | 90     |
| DNF  | 2.0    | 33  | John Ludovic Ford                       | John Ludovic Ford Maurice Baumer         | MG K3 Magnette                     | MG 1087cc S6 supercharged       | D      | 85     |
| DNF  | >3.0   | 6   | Earl Howe                               | Earl Howe Tim Rose-Richards              | Alfa Romeo 8C-2300 LM              | Alfa Romeo 2.4L S8 supercharged | D      | 85     |
| DNF  | 1.5    | 30  | Just-Émile Vernet                       | Albert Debille Jean Viale                | Salmson GS Spéciale                | Salmson 1094cc S4               | D      | 82     |
| DNF  | >3.0   | 14  | Charles Brunet                          | Charles Brunet André Carré               | Bugatti Type 55                    | Bugatti 2.3L S8 supercharged    | D      | 75     |
| DNF  | >3.0   | 2   | Roger Labric                            | Roger Labric Pierre Veyron               | Bugatti Type 50S                   | Bugatti 4.9L S8 supercharged    | D      | 73     |
| DSQ  | 1.0    | 49  | Gordon Hendy                            | Gordon Hendy James Boulton               | Singer Nine Le Mans                | Singer 973cc S4                 | D      | 59     |
| DSQ  | 1.5    | 21  | Aston Martin Ltd                        | Augustus Bertelli Clifton Penn-Hughes    | Aston Martin 1½ Le Mans            | Aston Martin 1496cc S4          | D      | 59     |
| DNF  | 2.0    | 16  | Louis Villeneuve                        | Louis Villeneuve Georges Hamel           | Derby L8                           | Derby 1996cc V8                 | D      | 44     |
| DNF  | >3.0   | 5   | T. Rose-Richards                        | Freddy Clifford Owen Saunders-Davies     | Alfa Romeo 8C-2300 LM              | Alfa Romeo 2.4L S8 supercharged | D      | 40     |
| DNF  | 1.0    | 46  | Raymond Gaillard                        | Raymond Gaillard Paul Vallée             | Rally NCP                          | Salmson 989cc S4                | D      | 38     |
| DNF  | 1.5    | 53  | Philippe Maillard-Brune                 | Philippe Maillard-Brune Charles Druck    | MG J4 Midget                       | MG 745cc S4 supercharged        | D      | 30     |
| DNF  | 1.0    | 43  | SA des Automobiles Tracta               | Pierre Padrault Charlault                | Tracta Type A                      | SCAP 999cc S4                   | D      | 23     |
| DNF  | 2.0    | 18  | Miss Gwenda Stewart                     | Gwenda Stewart Louis Bonne               | Derby L8                           | Derby 1996cc V8                 | D      | 16     |
| DSQ  | >3.0   | 15  | V. Bayard                               | Max Fourny Louis Decaroli                | Bugatti Type 55                    | Bugatti 2.3L S8 supercharged    | D      | 15     |
| DNF  | 1.5    | 41  | Équipe de l’Ours/Georges Boursin        | Georges Boursin Jean Nadeau              | Amilcar C6/4 Spéciale Martin       | Amilcar 1080cc S4               | E      | 14     |
| DNF  | >3.0   | 7   | Raymond Sommer                          | Raymond Sommer Pierre Félix              | Alfa Romeo 8C-2300 Monza-LM        | Alfa Romeo 2.4L S8 supercharged | D      | 14     |
| DNS  | >3.0   | 1   | Nicolas von Hohenzollern-Sigmaringen    | Nicolaas van Roemenië / Whitney Straight | Duesenberg Model SJ                | Duesenberg 7.0L S8 supercharged | ?      | 0      |
| DNA  | >3.0   | 8   | Pierre Félix                            | Pierre Félix                             | Alfa Romeo 8C-2300 Monza-LM        | Alfa Romeo 2.3L S8 supercharged | ?      | 0      |
| DNA  | >3.0   | 10  | Pierre Louis-Dreyfus                    | Pierre Louis-Dreyfus                     | Alfa Romeo 8C-2300 Monza-LM        | Alfa Romeo 2.3L S8 supercharged | ?      | 0      |
| DNA  | >3.0   | 11  | Équipe Braillard                        |                                          | Alfa Romeo 8C-2300 Monza-LM        | Alfa Romeo 2.3L S8 supercharged | ?      | 0      |
| DNA  | >3.0   | 12  | Équipe Braillard                        |                                          | Bugatti Type 55                    | Bugatti 2.3L S8 supercharged    | ?      | 0      |
| DNA  | 2.0    | 19  | Odette Siko                             | Odette Siko                              | Alfa Romeo 6C-1750 SS              | Alfa Romeo 1750cc S6            | ?      | 0      |

1923 · 1924 · 1925 · 1926 · 1927 · 1928 · 1929 · 1930 · 1931 · 1932 · 1933 · 1934 · 1935 · 1936 · 1937 · 1938 · 1939 · 1940 - 1948 · 1949 · 1950 · 1951 · 1952 · 1953 · 1954 · 1955 (Ramp) · 1956 · 1957 · 1958 · 1959 · 1960 · 1961 · 1962 · 1963 · 1964 · 1965 · 1966 · 1967 · 1968 · 1969 · 1970 · 1971 · 1972 · 1973 · 1974 · 1975 · 1976 · 1977 · 1978 · 1979 · 1980 · 1981 · 1982 · 1983 · 1984 · 1985 · 1986 · 1987 · 1988 · 1989 · 1990 · 1991 · 1992 · 1993 · 1994 · 1995 · 1996 · 1997 · 1998 · 1999 · 2000 · 2001 · 2002 · 2003 · 2004 · 2005 · 2006 · 2007 · 2008 · 2009 · 2010 · 2011 · 2012 · 2013 · 2014 · 2015 · 2016 · 2017 · 2018 · 2019 · 2020 · 2021 · 2022 · 2023 · 2024